# 葉宸安
葉宸安（12月5日—），台灣新聞主播與品牌行銷人。曾任TVBS-NEWS《整點新聞》主播及TVBS新聞記者。
離開新聞界後，加入寶僑家品（Procter & Gamble，簡稱 P&G），擔任台灣與香港市場的傳播與公關總監，負責品牌內容行銷與社群媒體策略。
畢業於英國蘭卡斯特大學企業管理碩士（MBA），並擁有國立政治大學新聞學系學士學位。

## 學歷
- 臺北市立第一女子高級中學
- 國立政治大學新聞學系學士
- 英國蘭卡斯特大學企業管理碩士（MBA）

## 曾主播或主持節目
- 時間待查：TVBS-NEWS《整點新聞》

- 海棠狂掃襲台　TVBS新聞部48小時延棚　全面戒備

TVBS新聞網
- 公關創新人才培育 社群洞察、自媒體經營皆為重要能力

銘傳大學新聞